# Septemviraltaffeln
Septemviraltaffeln var i äldre tid den högsta domstolen i Ungern vilken bestod av sju personer. Från 1723 var en del av högsta domstolen och vid omorganisationen av denna 1868 försvann namnet.